# Marko Mićević
Marko Mićević (in serbo Мaрко Мићевић?; Belgrado, 25 luglio 1989) è un ex cestista serbo con cittadinanza sammarinese.

## Carriera

### Club
Nato a Belgrado, nel 1999 si trasferisce in Italia e muove i primi passi nel settore giovanile dell'Olimpia Milano. Nel 2001 torna in patria e trascorre due anni nel vivaio del Partizan Belgrado. Nel 2003 viene riportato in Italia da Andrea Trinchieri e diventa un giocatore di proprietà dell'Olimpia Milano. Nel 2004 viene ceduto in prestito alla Montepaschi Siena. Con la Mens Sana, sotto la guida del futuro Commissario Tecnico della Nazionale Italiana, Simone Pianigiani, si laurea Campione d'Italia U16 e U18.
Nel 2005 firma un accordo quinquennale con l'Olimpia Milano. Il primo anno si allena regolarmente con la squadra allenata da una leggenda del basket europeo come Aleksandar Đorđević e completa il tris laureandosi anche Campione d'Italia U21. Nel 2006 viene ceduto in prestito all'Assigeco Casalpusterlengo del grande Mario Boni, in serie B1. Con l'Assigeco vince la Summer Cup, la Coppa Italia di categoria e raggiunge la semifinale play-off, persa 3-2 contro Pistoia Basket.
Nel 2008 viene nuovamente inserito nel roster della prima squadra dell'Olimpia Milano allenata da Piero Bucchi e contribuisce al raggiungimento delle Top16 di Eurolega e della finale scudetto, persa 4-0 contro la Montepaschi Siena.
Nel 2009 si svincola da Milano e viene ingaggiato dalla Fulgor Fidenza, in serie A Dilettanti, dove produce 10.8 punti a partita. Nel febbraio del 2010 viene prelevato dalla Fortitudo Bologna di Alessandro Finelli, sempre in serie A Dilettanti, dove vince per la seconda volta la Coppa Italia di categoria e ottiene la promozione in Legadue dopo una bellissima serie finale con la Fulgor Libertas Forlì, grazie a un incredibile canestro di Matteo Malaventura allo scadere di gara-5.
Nel 2010 trova un accordo con la Cestistica San Severo in Legadue, dove rimane però solo pochi mesi e nel novembre dello stesso anno si accasa all'Olimpia Bisceglie, in serie A Dilettanti.
Nel 2011 viene ingaggiato da Latina Basket, in DNA. Contribuisce, con 13,2 punti a partita al raggiungimento del primo turno di play-off, perso 2-1 contro Basket Ferentino. La stagione successiva si trasferisce alla Pallacanestro Chieti, sempre in DNA. Contribuisce, con 13,5 punti a partita a una salvezza storica, ottenuta in gara5 di play-out contro la Pallacanestro Primavera Mirandola, dopo aver ribaltato uno svantaggio iniziale di 0-2.
Nel 2013 trova un accordo con la Pallacanestro Orzinuovi in DNB. Con la compagine bresciana raggiunge il primo posto in stagione regolare e la finale play-off producendo 12,3 punti a partita. Nel 2014 viene ingaggiato dalla Poderosa Montegranaro in Serie B dove è protagonista con 10,9 punti a partita di un altro campionato di vertice. L'anno successivo trova un accordo con Falconara Basket sempre in Serie B dove raggiunge per il terzo anno consecutivo almeno la semifinale play-off realizzando 13,2 punti a partita. Nel 2016 torna in Legadue firmando per la Viola Reggio Calabria. A metà stagione si trasferisce a Roma, sponda Eurobasket, dove ottiene una comoda salvezza.
Nel 2017 firma per l'Urania Milano in Serie B e raggiunge nuovamente la semifinale play-off. Nel 2018 firma per l'Amatori Pescara in Serie B, dove è protagonista, con 8,3 punti a partita, di una storica quanto inaspettata promozione in Legadue, la seconda in carriera. Nel 2019 trova un accordo con l'Aurora Jesi sempre in Serie B.

### Nazionale
Nel 2018 acquisisce il diritto di giocare per San Marino e partecipa al Campionato europeo FIBA dei piccoli stati.

## Palmarès
- Scudetto Under-16: 2005  Mens Sana Siena
- Scudetto Under-18: 2005  Mens Sana Siena
- Scudetto Under-21: 2006  Olimpia Milano
- Summer Cup di Serie B d'Eccellenza: 2006  Casalpusterlengo
- Coppa Italia di Serie B d'Eccellenza: 2007  Casalpusterlengo
- Coppa Italia di Serie A Dilettanti: 2010  Fortitudo Bologna
- Promozione dalla Serie A Dilettanti alla Legadue: 2010  Fortitudo Bologna
- Promozione dalla Serie B d'Eccellenza alla Legadue: 2019  Amatori Pescara
- Miglior giocatore delle Finali Nazionali Under-16: 2005  Mens Sana Siena
- Miglior quintetto delle Finali Nazionali Under-16: 2005  Mens Sana Siena